# Finlandia Meridionale
La Finlandia Meridionale (Etelä-Suomen lääni in finlandese, Södra Finlands län in svedese) è stata dal 1997 al 2009 una delle sei grandi contee della Finlandia. Con capoluogo Hämeenlinna, confinava con la Finlandia Occidentale e Orientale, con il Golfo di Finlandia e con la Russia.
Con la riforma amministrativa del 1997 nella Finlandia Meridionale sono confluite le vecchie contee dell'Uudenmaan lääni, Kymen lääni, la parte meridionale dell'Hämeen lääni e l'area di Heinola dal Mikkelin lääni.

## Amministrazione
Il consiglio della Finlandia Meridionale era l'organismo statale a livello locale di sette ministeri nazionali. Compito del consiglio è di contribuire al benessere degli abitanti così come sostenere i comuni nell'organizzazione e lo sviluppo dei servizi base. L’ultima amministratrice fu Anneli Taina.
Gli uffici del consiglio erano locati nelle città di Hämeenlinna, Helsinki e Kouvola. Nel 2010 è stato sostituito dall’Agenzia amministrativa regionale della Finlandia meridionale.

## Province
La Finlandia Meridionale era costituita da sei province (tra parentesi rispettivamente il nome in finlandese e svedese):
- Carelia Meridionale (Etelä-Karjala - Södra Karelen)
- Päijät-Häme (Päijät-Häme - Päijänne Tavastland)
- Kanta-Häme (Kanta-Häme - Egentliga Tavastland)
- Uusimaa (Uusimaa - Nyland)
- Uusimaa Orientale (Itä-Uusimaa - Östra Nyland)
- Kymenlaakso (Kymenlaakso - Kymmenedalen)

## Comuni
La Finlandia Meridionale ha 88 comuni, tra le quali le città di Hämeenlinna, Helsinki e Kouvola.

## Stemma
Lo stemma della Finlandia Meridionale è stato creato unendo gli stemmi di Häme, Karjala e Uusimaa.